# Telecrex grangeri
Telecrex grangeri (Телекрекс) — викопний птах родини Фазанові (Phasianidae). Мешкав в еоцені 48-37 млн років тому. Голотип (під номером AMNH 2942) складається з правої стегнової кістки і частини таза. Скам'янілі рештки знайшли у пластах формації Irdin Manha на території Монголії.